# Dreibächel
Dreibächel ist ein 0,15 km² großes Naturschutzgebiet zwischen Morgenröthe im Vogtlandkreis und Carlsfeld im Erzgebirgskreis in Sachsen. Es liegt am Hang des Berges Schneehübel im Vogtland und ist Teil des Naturraums Westerzgebirge. An dieser Stelle vereinigen sich der Diebs- und der Markersbach (Zufluss der Großen Pyra), ein Stück bachabwärts mündet der Cunitzbach. Auf dem Gebiet befindet sich der älteste Fichtenbestand Sachsens.

## Nutzung
Das Gebiet wird und wurde als Plenterwald bewirtschaftet. Ein Lehrpfad auf einer Lichtung informiert auf 800 m Länge über die alten Bäume. 

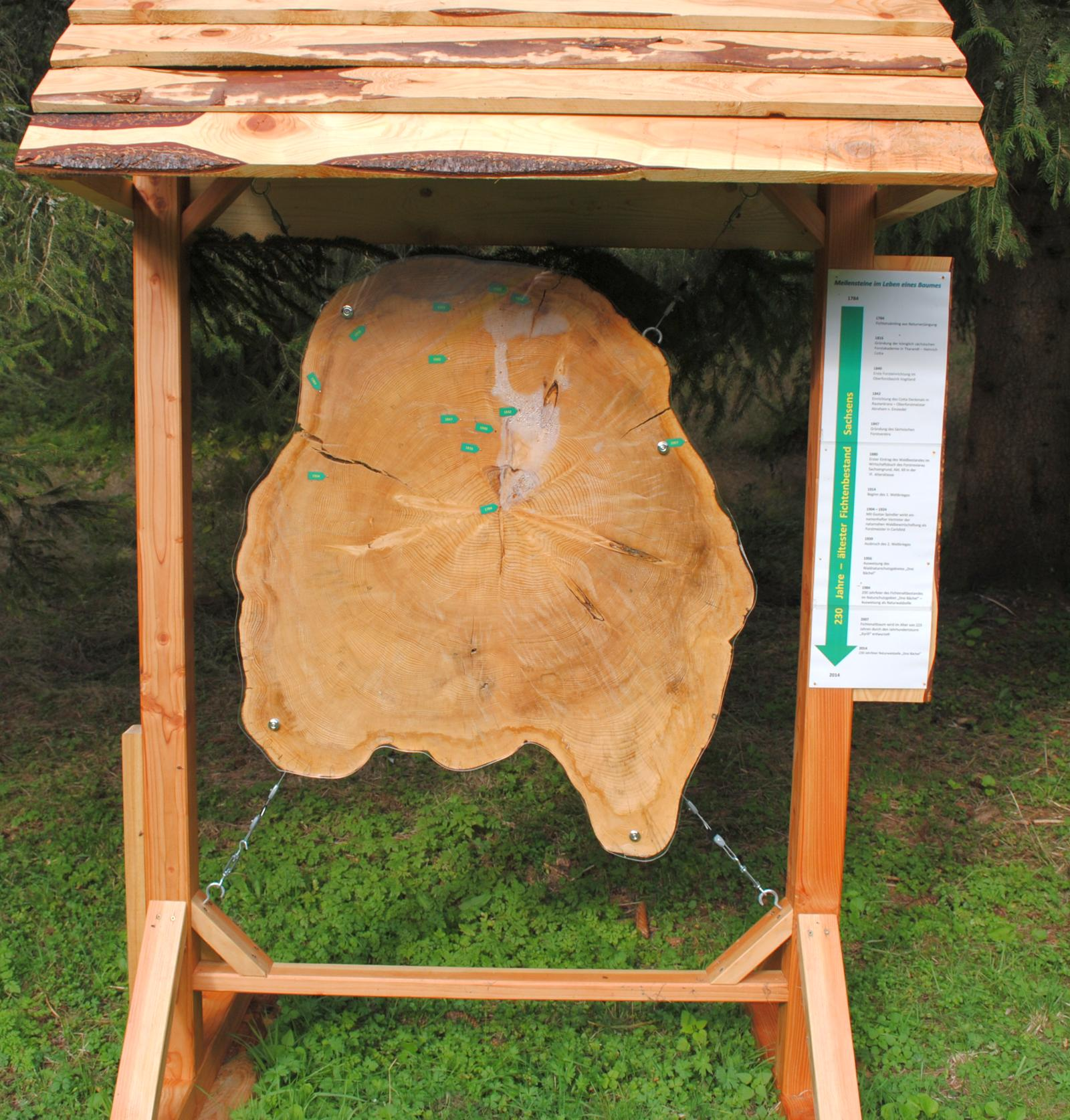
Baumscheibe
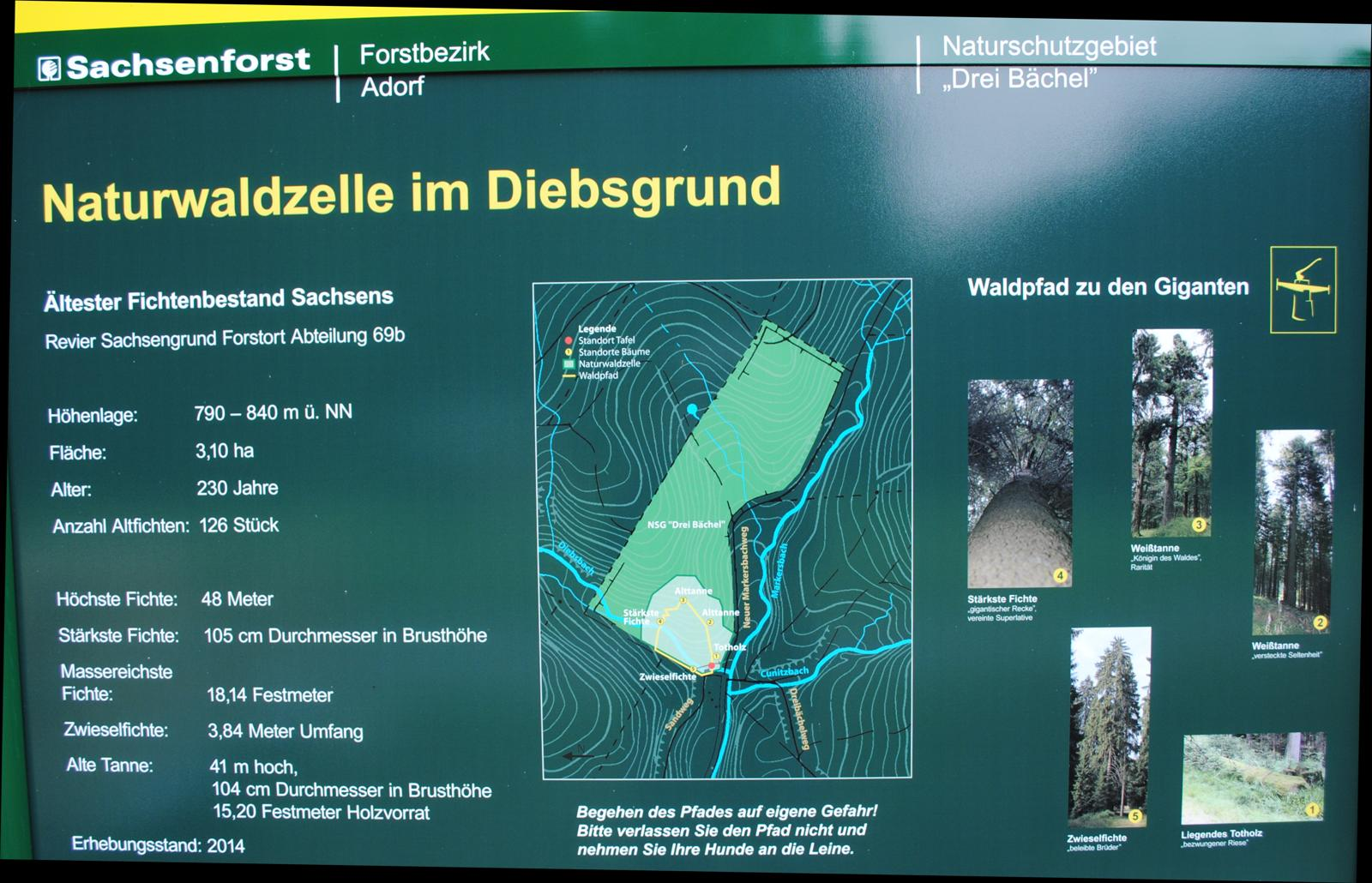
Informationstafel des Staatsbetriebs Sachsenforst
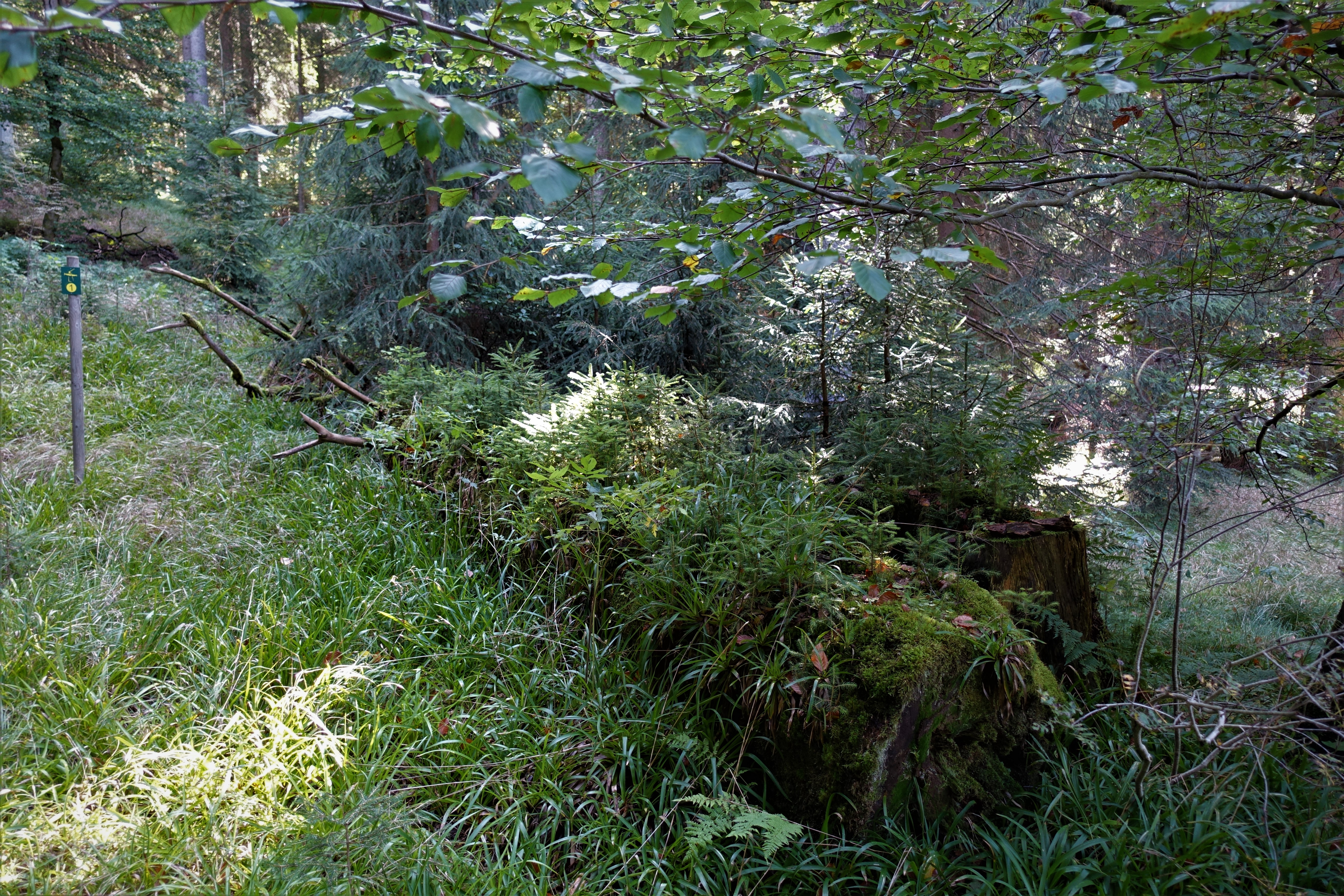
Totholz
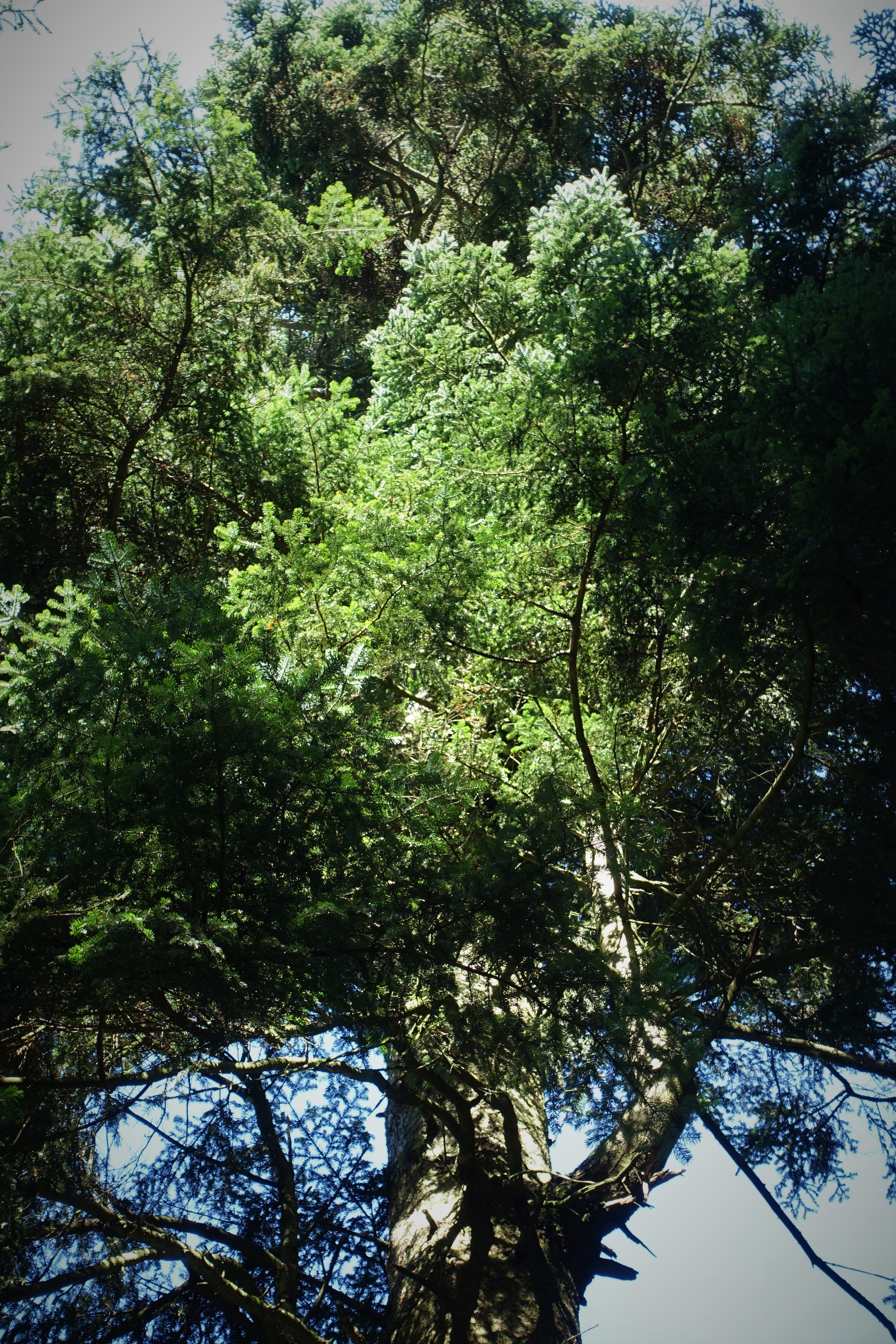
Weißtanne
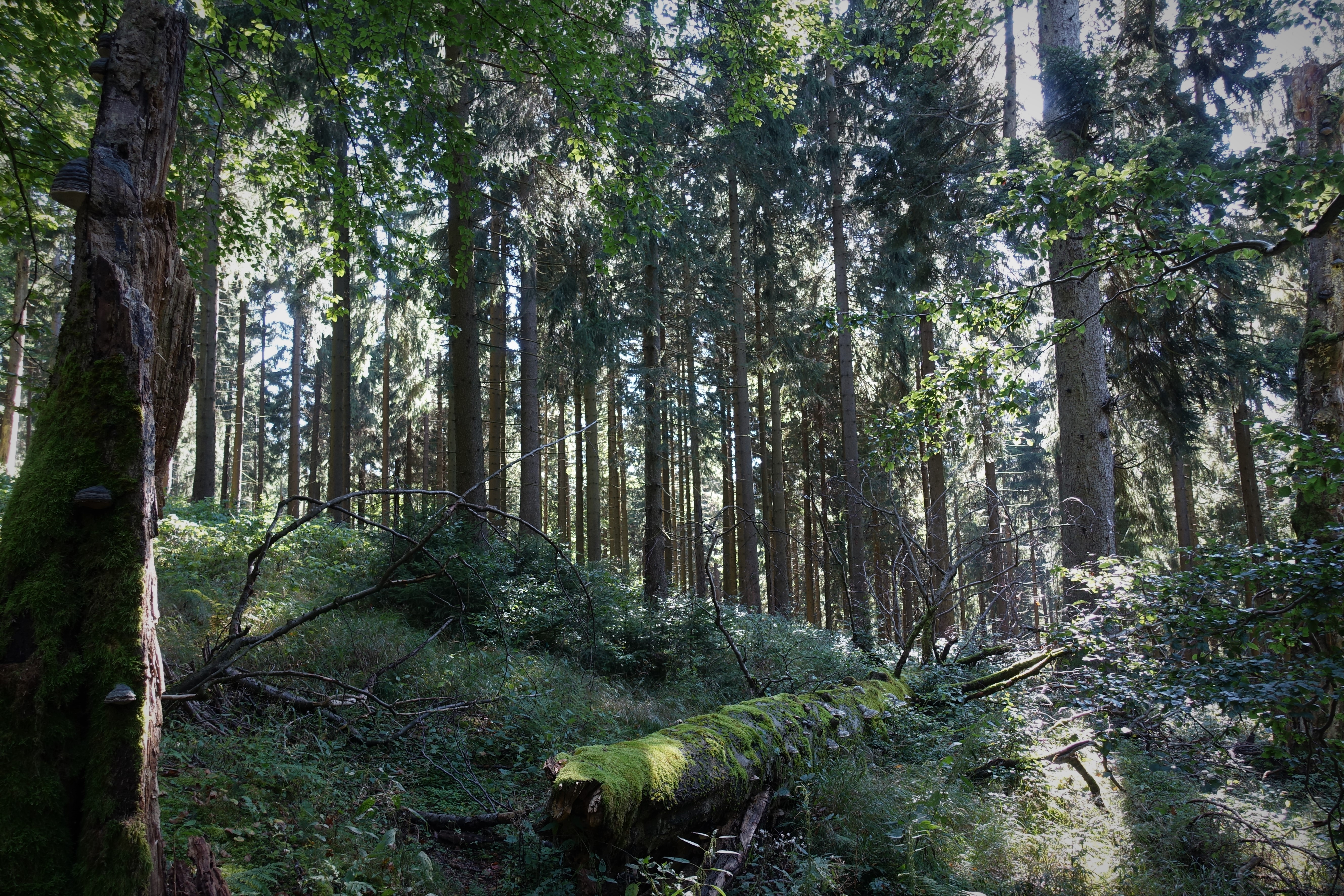
Naturwald
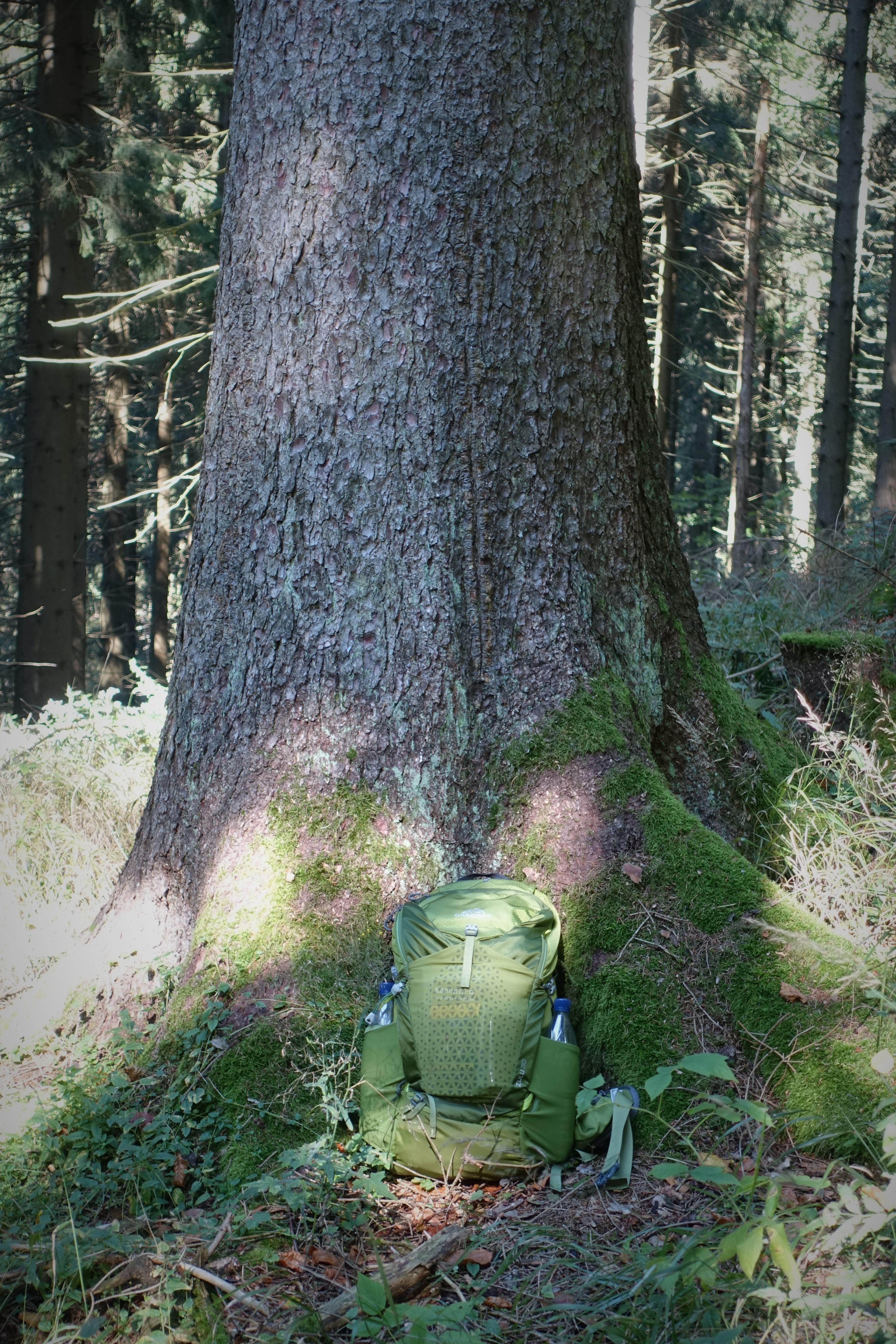
Fichtenstamm
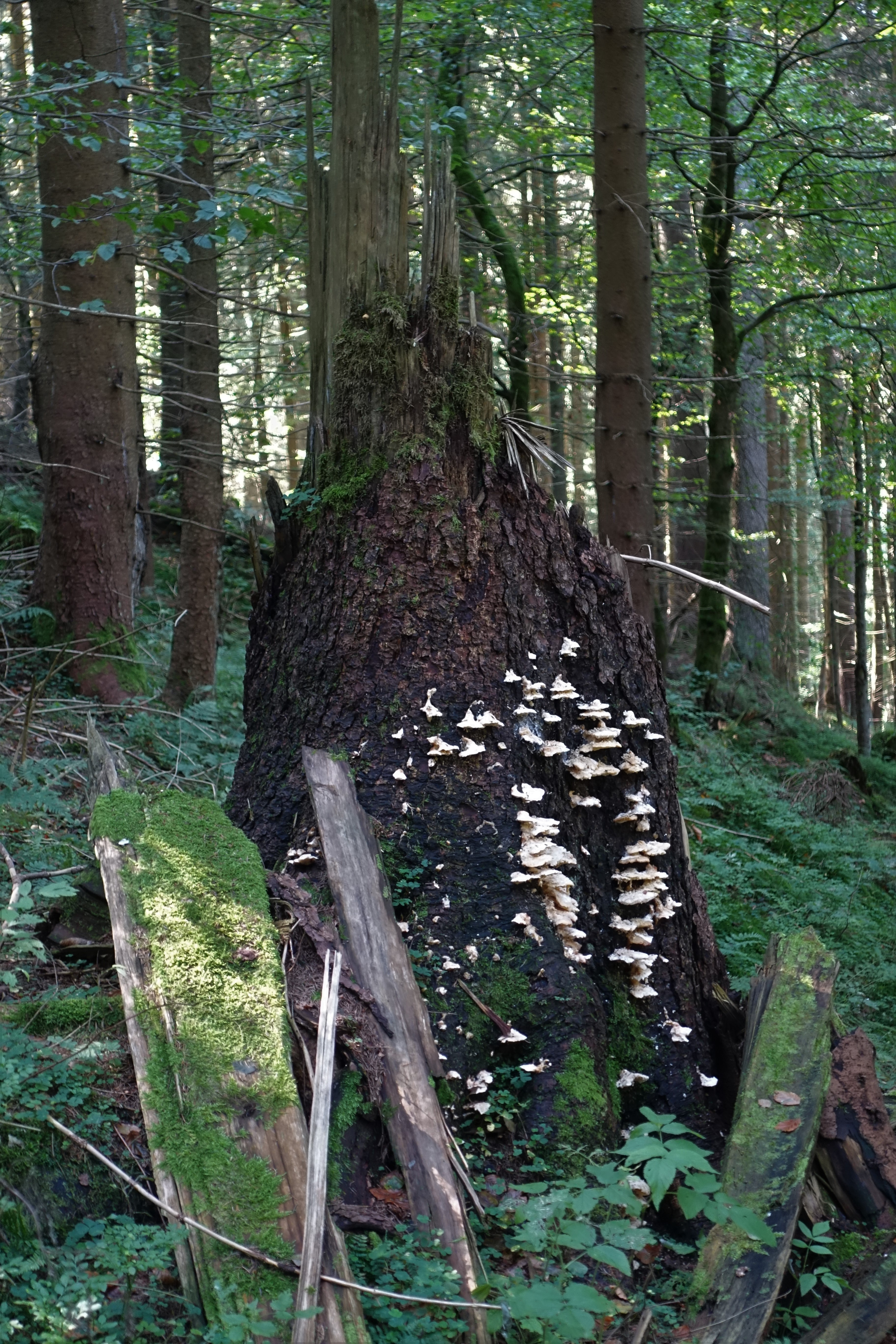
Windbruch
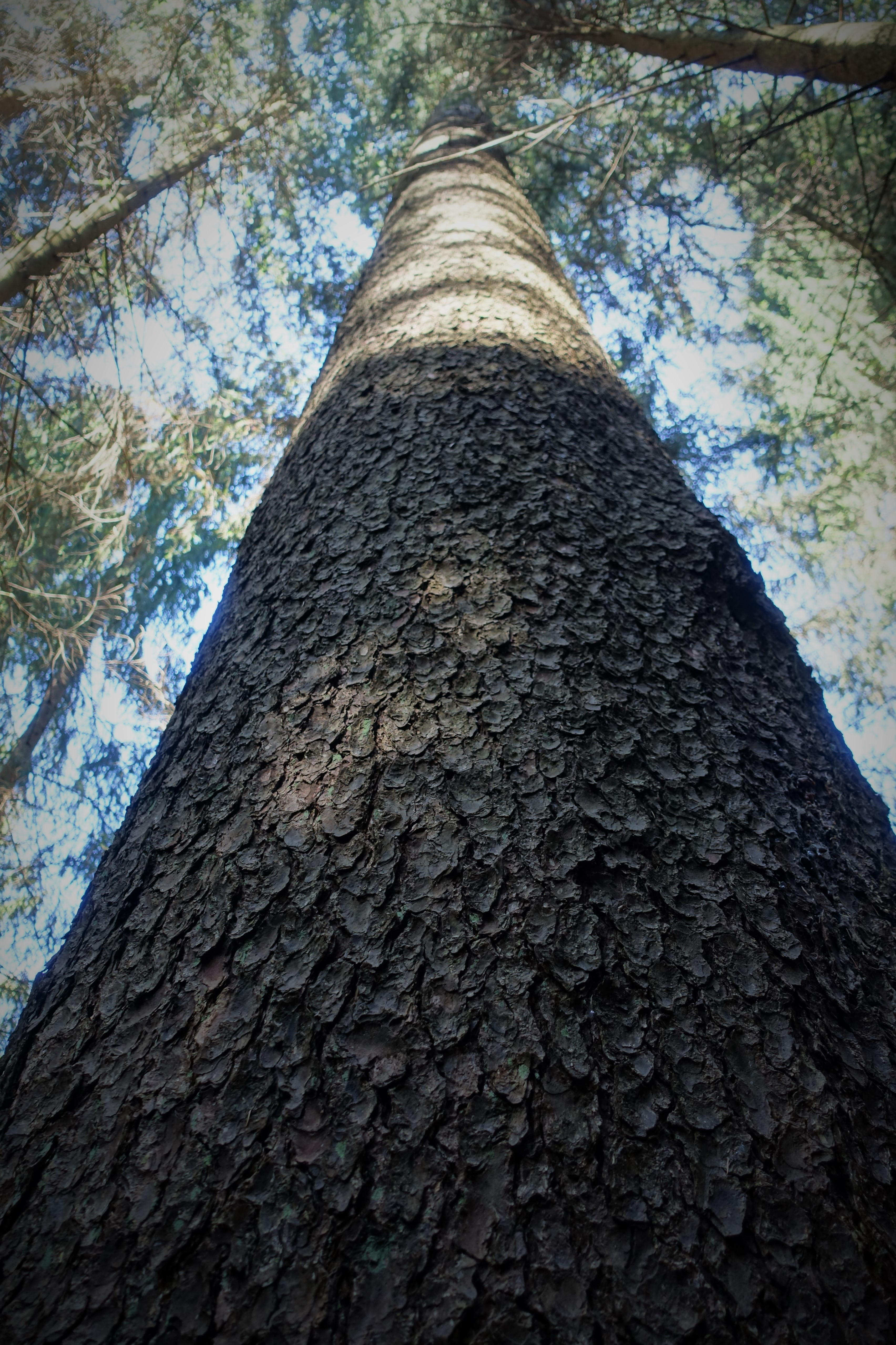
Stärkste Fichte